# Tournoi de tennis d'Avilés
Le tournoi de tennis d'Avilés (Espagne) est un tournoi de tennis professionnel masculin du circuit (ATP). La seule édition de l'épreuve a été organisée sur terre battue en 1975.

## Palmarès messieurs

### Simple
| No | Date       | Nom et lieu du tournoi | Catégorie | Dotation | Surface      | Vainqueur    | Finaliste              | Score         |  |
| -- | ---------- | ---------------------- | --------- | -------- | ------------ | ------------ | ---------------------- | ------------- |  |
| 1  | 05-10-1975 | , Avilés               |           | NC $     | Terre (ext.) | Nikola Pilić | Juan Ignacio Muntanola | 6-3, 6-4, 6-3 |  |